# Veliki čovjekoliki majmuni
Veliki čovjekoliki majmuni, hominidi (Hominidae), su porodica primata u koju se, pored orangutana, gorile i čimpanze, ubraja i čovjek (Homo sapiens). Uz porodicu malih čovjekolikih majmuna, ili gibona (Hylobatidae), tvore natporodicu čovjekolikih majmuna, hominoida (Hominoidea).

## Povijest istraživanja
Ranije su orangutani, gorile, bonobo i čimpanze bili svrstavani u porodicu Pongidae, dok su ljudi i njihovi preci bili svrstavani u zasebnu porodicu "pravi ljudi" (Hominidae) (vidjeti Povijest taksonomije hominoida). Ali ljudima su najbliži srodnici čimpanze. Ranije su giboni (Hylobatidae) smatrani potporodicom te skupine (Pongidae). No, najnovija istraživanja odvajaju gibone u zasebnu porodicu, a čovjeka i čovjekolike majmune svrstavaju zajedno u natporodicu velikih čovjekolikih majmuna (Hominidae).
Pokušaji da se čovjeka svrsta u zasebnu porodicu proizlaze prije svega iz pretjerana antropocentričnog glorificiranja vlastitih intelektualnih i kulturnih posebnosti. Iako je čovjek u tom smislu vrlo različit od svojih srodnika, on tjelesnom građom nije ništa drugo doli "goli majmun".

### Podjela porodice
O rodbinskim odnosima između vrsta je uglavnom sve jasno. 
```
Hominidae
  |--
orangutan
 (Pongo)
  `--Homininae
      |--
gorila
 (Gorilla)
      `—N.N.
          |--
čovjek
 (Homo)
          `--
čimpanze
 (Pan)
               |--
obična čimpanza
 (Pan troglodytes)
               `--
bonobo
 (Pan paniscus)
```

## Osobine današnjih vrsta
Hominidi su svi članovi biološke porodice velikih čovjekolikih majmuna (Hominidae) uključujući izumrle i živuće ljude, čimpanze, gorile i orangutane. (Ova je klasifikacija više puta bila preuređivana u posljednjih nekoliko desetljeća. Pogledajte članke Hominidae i povijest taksonomije hominoida.)
Ovaj primatološki pojam lako se brka s drugim, vrlo sličnim riječima:
- hominoid, pripadnik natporodice Hominoidea; živući pripadnici: mali čovjekoliki majmuni (giboni) i veliki čovjekoliki majmuni
- hominid, pripadnik porodice Hominidae: svi veliki čovjekoliki majmuni
- hominine, pripadnik potporodice Homininae: gorile, čimpanze, ljudi
- hominin, pripadnik tribusa Hominini: čimpanze i ljudi
- hominan, pripadnik podtribusa Hominina: ljudi i njihovi izumrli srodnici
- humanoid, neodređeno čovjekoliko biće

Određene morfološke značajke još uvijek se obično koriste (iako neispravno) u prilog predodžbi po kojoj bi hominid trebao označavati samo ljude i ljudske pretke, naime dvonoštvo i veliki mozgovi. Te točke razdvajanja između ljudskih bića i ostalih velikih majmuna su važne, ali nas taksonomijski ne odvajaju u zasebne porodice. Genetika, više nego morfologija, je ključni način provjere povezanosti i u tom bi smislu ljudi i ostali veliki čovjekoliki majmuni trebali pripadati istoj porodici. I doista, izrazi hominid i "veliki čovjekoliki majmun" sada zapravo imaju jednako značenje. Međutim, antropolozi taj izraz upotrebaljavaju u smislu ljudi i njihovih izravnih i gotovo-izravnih predaka, usprkos promjenama u shvaćanju taksonomije hominoida do kojih je došlo u posljednjim desetljećima.

### Rasprostranjenost
S izuzetkom čovjeka, veliki čovjekoliki majmuni žive samo u središnjoj Africi i Jugoistočnoj Aziji. I fosilni nalazi tih vrsta su ograničeni samo na ta područja. Jedino je ljudska vrsta dosegla rasprostranjenost po cijelom svijetu.

### Tjelesna građa
Hominidi su najveći primati, robusno građena stvorenja teška od 30 do 270 kg. Ubrajaju se u uskonosce. Nosnice su im usko jedna pored druge i okrenute prema van i nadolje. Palčevi na rukama i na nogama se mogu okrenuti nasuprot ostalim prstima (samo je čovjek izgubio na nogama tu sposobnost). Osobine građe kostiju (kukovi, kralježnica) ukazuju na bar djelomično uspravan položaj tijela, ni jedna vrsta nema rep. Svima je zajednička relativno velika šupljina u lubanji koja sadrži velik mozak, zbog čega se hominide smatra inteligentnim.

### Način života
Veliki čovjekoliki majmuni su izraženo socijalne životinje koje se međusobno sporazumijevaju glasovima i govorom tijela. Oni su pretežno biljožderi, koji do neke mjere jedu i meso (u najmanjoj mjeri gorile). Jedno od obilježja svih vrsta ove porodice je dugo trajanje bređosti odnosno trudnoće i vrlo dugo razdoblje podizanja podmlatka.

### Ugroženost
Osim ljudi, sve druge vrste ove porodice su ugrožene. U prvom redu su ugroženi uništavanjem njihovog životnog okoliša sječom šuma i pretvaranjem savana u pašnjake ili u poljoprivredno zemljište.

## Klasifikacija
- porodica Hominidae: ljudi i ostali veliki čovjekoliki majmuni; izumrli rodovi i vrste nisu uključeni[1]
  - potporodica Ponginae
    - rod Pongo
      - bornejski orangutan, Pongo pygmaeus
        - Pongo pygmaeus pygmaeus
        - Pongo pygmaeus morio
        - Pongo pygmaeus wurmbii

      - sumatranski orangutan, Pongo abelii
      - Pongo tapanuliensis

  - potporodica Homininae
    - tribus Gorillini
      - rod Gorila
        - zapadna gorila, Gorilla gorilla
          - zapadna nizinska gorila, Gorilla gorilla gorilla
          - prekoriječna gorila, Gorilla gorilla diehli

        - istočna gorila, Gorilla beringei
          - planinska gorila, Gorilla beringei beringei
          - istočna nizinska gorila, Gorilla beringei graueri

    - tribus Hominini
      - rod Pan
        - obična čimpanza, Pan troglodytes
          - centralnoafrička čimpanza, Pan troglodytes troglodytes
          - zapadnoafrička čimpanza, Pan troglodytes verus
          - nigerijska čimpanza, Pan troglodytes vellerosus
          - istočnoafrička čimpanza, Pan troglodytes schweinfurthii

        - bonobo (patuljasta čimpanza), Pan paniscus

      - rod Homo
        - čovjek, Homo sapiens sapiens

Osim gore navedenih živućih vrsta i podvrsta, arheolozi, paleontolozi, i antropolozi otkrili su brojne izumrle vrste. Slijedi popis nekih od otkrivenih rodova.
- potporodica Ponginae
  - Gigantopithecus†
  - Sivapithecus†
  - Lufengpithecus†
  - Ankarapithecus†
  - Ouranopithecus†
- potporodica Homininae
  - Homo, ljudi i njihovi neposredni preci
  - Oreopithecus†
  - Paranthropus†
  - Australopithecus†
  - Sahelanthropus tchadensis†
  - Orrorin†
  - Ardipithecus†
  - Kenyanthropus†

## Poznati istraživači čovjekolikih majmuna
- Jane Goodall (čimpanze)
- Dian Fossey (gorile)
- Biruté Galdikas (orangutani)
- Frans de Waal (bonobi)